# Умен часовник
Умен часовник (на английски: smart watch), също смарт часовник, е компютъризиран наръчен часовник с разширена функционалност (освен стандартното показване на времето), често сравним със смартфоните. Първите модели изпълняват прости задачи, например, работят като калкулатори, преводачи или устройства за игри. Съвременните умни часовници са носими компютри. Много модели поддържат странични приложения и се управляват от мобилни операционни системи, могат да играят ролята на мобилни медиа плейъри. С помощта на някои модели може да се приемат телефонни обаждания и да се отговаря на SMS-и и на електронна поща. Някои умни часовници работят само в тандем със смартфон и играят ролята на спомагателен екран, който уведомява собственика за нови известия (например съобщения в социалните мрежи, обаждания и напомняния от календара).
Не бива умните часовници да се бъркат със съвременните смарт гривни (на английски: smart band) (често наричани фитнес тракери), които са допълнителни устройства към мобилния телефон и изпълняват предварително определен набор от функции за уведомяване на потребителя за събития в телефона и измерване на физиологичното му състояние. За разлика от гривните, смарт часовниците позволяват на потребителя да инсталира на часовника приложения от трети страни, които разширяват неговата функционалност.

## Възможности на смарт часовниците
Такъв часовник може да е снабден с камера, акселерометър, термометър, барометър, компас, хронограф, калкулатор, мобилен телефон, сензорен екран, GPS навигатор, високоговорител и други. Някои часовници имат функцията на спортни тракери (или фитнес тракери). Такива модели могат да поддържат програми за тренировки, проследяване на маршрут, сензор за сърдечен ритъм, крачкомер.
Както и другите компютри, умните часовници могат да събират информация с помощта на външни или вградени сензори. Те могат да управляват или да получават данни от други инструменти или компютри. Те често поддържат безжични технологии за предаване на данни, като например Bluetooth, Wi-Fi, и различни методи за спътникова навигация, например GPS.

## История

### Ранни години
Първите цифрови часовници са пуснати през 1972 г. под марката Pulsar и са разработени в Hamilton Watch Company. Брандът „Pulsar“ през 1978 г. е купен от компанията Seiko. През 1982 г. е пуснат моделът Pulsar (NL C01), който може да съхранява в паметта си 24 цифри, което го прави първият часовник с програмируема памет. С появяването на персоналните компютри през 1980-те Seiko започва да разработва часовник с възможността да прави изчисления. Моделът Data 2000 (1983) се продава с външна клавиатура за въвеждане на данните. От клавиатурата данните се предават към часовника с помощта на електромагнитни вълни. В названието на модела е посочена възможността в паметта да се съхраняват 2000 символа. Моделът D409 (1984) става първият на Seiko с вградена в часовника миниатюрна клавиатура. Паметта вмества само 112 символа. След този модел следват много други, а най-известна през 1980-те става серията „RC“.
В течение на 1980-те компанията Casio също пуска на пазара успешна серия „компютърни часовници“, като допълнение към своите часовници с функция на калкулатор. Casio произвежда също и часовници за игри.

### Серията Seiko RC
Моделът RC-1000, пуснат през 1984 г., става първият, който може да се свързва с персонален компютър. Поддържа се от повечето популярни компютри от онова време, включително Apple II, II+ и IIe, Commodore 64, IBM PC, NEC 8201 и други.
Моделът RC-20 е пуснат през 1985 г. под съвместния бранд „Seiko Epson“. Часовникът е снабден с 8-битов микропроцесор SMC84C00 Z-80, оборудван е с 8 kB памет и 2 kB RAM. Има приложения за планиране на задачи, бележки, световен часовник и калкулатор. Дисплеят с размери 42 x 32 пиксела е чувствителен на допир. Подобно на RC-1000, той може да бъде свързан към компютър и програмиран.
Моделът RC-4000 е пуснат през същата тази 1985 г. и е представен като „най-малкият в света компютърен терминал“. Моделът RC-4500 (1985) се отличава от него с голям избор от ярки цветове на корпуса.

### Часовник с Linux
През юни 2000 г. компанията IBM показва прототип на ръчен часовник, управляван от операционната система Linux. Оригиналната версия може да работи от батерия само 6 часа, но по-късно времето е увеличено до 12 часа. Моделът има 8 МB памет и работи с Linux 2.2. По-късно в устройството са добавени акселерометър, вибродвигател и датчик за пръстови отпечатъци. IBM започва да си сътрудничи със Citizen за създаването на т.нар. „WatchPad“. Моделът WatchPad 1.5 има дисплей с резолюция 320 x 240 точки (QVGA) и работи с Linux 2.4. Часовникът има функцията календар, поддържа протокола Bluetooth, снабден е с 8 МB оперативна памет и 16 МB флашпамет. Citizen смята да предлага часовника на студенти и бизнесмени. Началната цена възлиза на 399 щ. д. Впрочем, проектът е прекратен между 2001 и 2002 години.

### 2013
На 5 юли 2013 г. списъкът от компании, които се занимават с разработването на умни часовници, включва пазарни гиганти като Acer, Apple, BlackBerry, Foxconn, Google, LG, Microsoft, Qualcomm, Samsung, Sony, и Toshiba.
През септември 2013 г. на пазара се появяват умните часовници Samsung Galaxy Gear, Sony SmartWatch 2, Qualcomm Toq. През ноември 2013 г. компанията Pebble съобщава, че е продала 190 000 броя от своя модел умен часовник.
На изложбата CES през 2014 г. са представени няколко десетки умни часовници от различни големи и малки производители. През май 2014 г. компанията Google представя платформа за носими устройства под названието Android Wear, която е поддържана от компаниите HTC, LG, Motorola и други.

### 2015 и нататък
През 2015 г. започва продажбата на умните часовници Apple Watch, анонсирани през септември 2014 г.

## Функционалност и приложения
Повечето умни часовници, пуснати след 2013 г., могат да функционират като отделни, самостоятелни устройства. Най-често като операционни системи се използват Android Wear и Tizen. За тях са разработени приложения от странични разработчици, включително различни игри. Много производители препоръчват часовникът да се използва във връзка със смартфон, което позволява да се разшири достъпната функционалност. Часовникът може да служи като пулт за дистанционно управление за смартфона (например, да управлява камерата), а също да сигнализира за постъпили съобщения от социалните мрежи, повиквания и други съобщения.

## Операционни системи
Основни операционни системи при умните часовници са предложенията на корпорациите Google и Apple:
- Android Wear в LG G Watch, Moto 360, Samsung Gear Live, LG G Watch R, Sony Smartwatch 3, Asus Zen Watch и други;
- watchOS в Apple Watch.

По-малко разпространени са часовници с други, често по-стари ОС:
- Tizen в Samsung Gear (след ъпдейт), Samsung Gear 2, Samsung Gear Neo, Samsung Gear S
- Pebble OS в Pebble и Pebble Steel
- Android в Omate TrueSmart, Sony Smartwatch, Sony Smartwatch 2
- Garmin OS в Garmin Fenix, Garmin Vivomove, Garmin Forerunner
- Suunto OS в Suunto Spartan, Suunto 9 Baro

## Перспективи за развитието на пазара
Умните часовници започват да стават популярни през 2010-те. Те често се използват като фитнес тракери, а също като „компаньони“ за развлечение или за общуване със смартфоните.
През 2015 г. по оценки на компанията IHS пазарът на умните часовници се води от корпорацията Apple с нейния Apple Watch, която владее 56%. Корпорацията Google прогнозира да продаде около 100 милиона устройства на базата на операционната система Android Wear в периода 2015 – 2020 години.
Глобалните доставки на смарт часовници възлизат на 14 милиона през третото тримесечие на 2019 г. Към 2019 г. лидери на пазара са Apple, следвани от Samsung, Imoo, Fitbit, Amazfit, Huawei, Fossil и Garmin.